# Sarah Wescot-Williams
Sarah Wescot-Williams es una política y líder del Partido Democrático de San Martín (Democratic Party of Sint Maarten) y, desde el 10 de octubre de 2010, hasta diciembre de 2014 la primera ministra de ese país.
A pesar de que su partido consiguió solo 2 escaños en las elecciones generales de San Martín (Países Bajos) del 17 de septiembre de 2010, un acuerdo de coalición alcanzado el 21 de septiembre entre el partido Pueblo Unido (United People) y su partido (DP o Democratic Party) le permitió convertirse en primer ministro, debido a que el partido UP había conseguido 6 escaños, los que, sumados a los 2 de su partido (el DP), le aseguraron el apoyo parlamentario necesario (8 de 15 curules) para formar el primer gobierno autónomo de esa isla caribeña.
El acuerdo le otorgó la mayoría de los ministerios al partido UP, pero garantiza el cargo más importante para Sarah Wescot-Williams; cualquier diferencia entre los partidos se trataría con un comité de arbitraje de 2 miembros (1 por partido).